# Villa Stanga Busca Borromeo
La Villa Stanga Busca Borromeo, nella frazione Costa Lambro di Carate Brianza, è una villa di delizia della Brianza. Già esistente a metà '700, si caratterizza per le decorazioni in stile barocchetto e per il grande giardino all'italiana sul lato nord della villa.

## Storia
La villa risulta già censita nel catasto teresiano voluto alla metà del Settecento dall'Imperatrice Maria Teresa. Le prime notizie dettagliate del complesso si hanno a partire dal 1856, quando fu acquistato dalla marchesa Maria Stanga Trecchi, discendente della famiglia Attendolo Bolognini. Cesare Cantù ricorda che la dimora fu ristrutturata in quegli anni dal noto architetto milanese Gaetano Besia (1791-1871), accademico di Brera, in stile neoclassico. L'attuale aspetto, nel tipico stile barocchetto lombardo, si deve alla decorazione neorococò voluta dal marchese Ferdinando Stanga Trecchi e dalla consorte Ida Busca, realizzate nel 1880, insieme con il lungo cannocchiale prospettico, che partendo dal piazzale antistante la villa, ne attraversa il giardino antistante, il salone centrale e i parterres alla francese del parco posteriore.

## Descrizione
La villa è costituita da un corpo rettangolare a due piani con portico dotato di fornice a tre luci sulla facciata principale che risulta ripartita in tre parti da corpi lievemente aggettanti.
Le aperture sulle facciate e sulla testata rivolta ad ovest si caratterizzano per la presenza di cartigli al piano terreno e cimase con putti al piano nobile.
Le sale auliche al piano terreno mostrano dipinti che riproducono paesaggi incorniciati da modanature barocche e soffitti a passasotto.
Sul lato est si congiunge alla villa la corte rustica a pianta quadrata.